# 甜心粉絲王
《甜心粉絲王》是一部香港電影，由葛民輝擔任導演，蔡卓妍及古巨基主演。

## 故事大綱
蘇絲（蔡卓妍飾）是典型瘋狂流行歌手FANS，日夕追星，會考後更全職當兩大天王之一的李痴琛（森美飾）Sampson的歌迷會「我為你痴琛」的會員，日日與單戀她的圍村郵差金水（古巨基飾）在網上對Sampson大力吹捧，又對Sampson的多年對手鄭恩儀（鄭嘉穎飾）大力醜化攻擊，又隔日送菊花和陰司紙比YAN，極盡瘋狂之能事。
翌日，Sampson的拉票大行動中，眾FANS都讚揚蘇絲的英勇表現，蘇絲得意忘形，誤傷Sampson的助手小儀。小儀住院，Sampson指仍有「北京大獎」和「香港大獎」兩個頒獎禮要出席，唯有叫蘇絲將功贖罪，暫代大Ling當助手，蘇絲大喜。到了北京，蘇絲才知Sampson的真面目，原來Sampson跟台灣性感女歌手菲菲（孟瑤飾）有染。Sampson知道自己無法取得「北京大獎」，竟然缺席頒獎禮，留在酒店約其他女星鬼混，可惜不果。想不到，Sampson竟然對蘇絲起色心，借意拉蘇絲上床，蘇絲以前發過夢和Sampson發生關係，但到真正發生時…

## 演員
- 蔡卓妍 飾 蘇絲
- 古巨基 飾 金水
- 鄭嘉穎 飾 鄭恩儀 YAN
- 森　美 飾 李痴琛 Sampson
- 許紹雄 飾 老許
- 葛民輝 飾 蘇式
- 王浩信 飾 藍宇
- 張致恆 飾 蘇蝦
- 吳慶哲 飾 李痴費
- 王　晶 飾 小莉
- 孟　瑤 飾 菲菲
- 王子涵 飾 阿美
- 林盛斌 飾 司儀

## 各地電影分級制度
| 電影分級制度 |      |
| 國家／地區   | 級別 |
| 香港         | IIA  |
| 新加坡       | G    |
| 馬來西亞     | U    |

## 外部連結
- 開眼電影網上《甜心粉絲王》的資料（繁體中文）
- 香港影庫上《甜心粉絲王》的資料（繁體中文）
- 时光网上《甜心粉絲王》的資料（简体中文）
- 豆瓣电影上《甜心粉絲王》的資料 （简体中文）
- 爛番茄上《甜心粉絲王》的資料（英文）
- 互联网电影数据库（IMDb）上《甜心粉絲王》的资料（英文）